# Kwakrzy

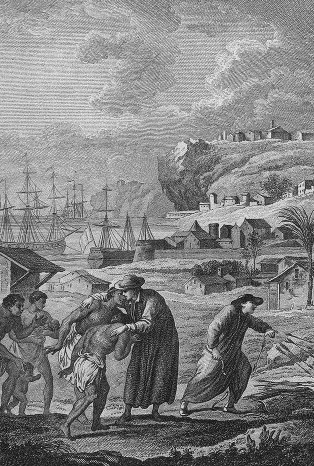
Kwakrzy przybywający do Ameryki Północnej przyjaźnie witają się z Indianami (rycina z XVIII w.)

Kwakrzy (ang. Quakers), oficjalnie Religijne Towarzystwo Przyjaciół (ang. Religious Society of Friends) – chrześcijańska wspólnota religijna wywodząca się z purytanizmu, silnie akcentująca rolę osobistego wewnętrznego objawienia. Współcześnie obok licznie reprezentowanych chrześcijan wśród kwakrów można znaleźć także przedstawicieli innych światopoglądów religijnych. Kwakrzy kładą nacisk na bezpośredni (tzn. bez pośrednictwa duchownych i obrządków religijnych) kontakt z Bogiem. Charakteryzują się m.in. przestrzeganiem światopoglądu pacyfistycznego. W 1947 roku społeczności kwakrów przyznano Pokojową Nagrodę Nobla.

## Historia
Kwakrzy (ang. quakers – drżący) zostali tak ironicznie nazwani przez przeciwników z powodu rzekomego drżenia, z jakim w zachwyceniu mówili o wielkości Boga. Obecnie określenie „kwakier” straciło już swe pierwotne, pejoratywne znaczenie i sami kwakrzy też tak się określają. Pierwotnie była to grupa chrześcijańska, założona w roku 1646 przez George’a Foxa (1621–1691) jako skrajny odłam angielskiego purytanizmu, w krótkim czasie rozszerzyła się na całą Anglię (zob. Śmiała Sześćdziesiątka). Prześladowania religijne sprawiły, że duża część kwakrów szukała bezpieczeństwa w Ameryce Północnej. W 1689 wydano w Anglii dekret tolerancyjny, który przywrócił kwakrom wolność wyznania. W Niemczech kwakrzy żyli w okolicy Pyrmontu i Minden, a prócz tego zamieszkiwali też południową Francję koło Nîmes, Holandię, Norwegię i Australię.
George Fox, duchowy przywódca pierwszych kwakrów, głosił ideę chrześcijaństwa opartego nie tylko na Biblii, ale również na objawieniu wewnętrznym rozumianym jako bezpośrednie działanie Ducha Świętego w duszy człowieka. Jego idee zostały zebrane i opracowane w języku łacińskim przez Roberta Barclaya Catechismus et fidei Confessio (Amsterdam, 1679), uzupełnione Theologiae verae Christianae apologia oraz pismami George’a Foxa, George’a Kaitha, Samuela Fishera, Williama Penna (twórcy konstytucji Pensylwanii, gwarantującej swobodę wyznawania wszelkim religiom monoteistycznym), Henry’ego Fuke’a, J.J. Gurneya i innych.

## Doktryna
Za podstawę ich wyznania można uważać wiarę w nadnaturalne, pochodzące od Boga światło (ang. Inner Light – Wewnętrzne Światło), które jest obecne w sercu każdego człowieka. To ono pozwala na osobistą relację i bezpośredni kontakt człowieka z Bogiem. Bezpośredniość tego kontaktu sprawia, że nie istnieje potrzeba powoływania żadnych pośredników (kapłanów) czy wznoszenia specjalnych budowli (kościołów). Kwakierska teologia jest zredukowana i nie ma zbioru dogmatów, w które zobowiązany jest wierzyć każdy kwakier, natomiast bardzo istotne dla kwakrów są tzw. świadectwa (ang. testimonies), tzn. podstawowe wartości, takie jak prawda, pokój, prostota, równość. Dochowywanie wierności świadectwom jest dla kwakrów ważniejsze niż posiadanie określonych przekonań teologicznych.
Obecnie w kwakierstwie można wyróżnić trzy główne nurty. Kwakrzy konserwatywni zachowują kształt wspólnoty, jaki nadał jej założyciel George Fox i z reguły uznają rozumienie roli Chrystusa w zbawieniu ludzkości. Kwakrzy liberalni (przeważający liczebnie w Europie) mogą odwoływać się do tradycji chrześcijańskiej lub innych tradycji religijnych, być osobami poszukującymi lub nawet niewierzącymi (np. grupa nontheist friends). Kwakrzy ewangelikalni (zwani też pastoralnymi) powrócili do protestanckich form zewnętrznych. Kwakierskie spotkania w zależności od tradycji mogą wyglądać dwojako. Kwakrzy konserwatywni i liberalni podczas spotkania trwają w ciszy i oczekują na wewnętrzne objawienie, a przemówić może każdy, kto poczuje się do tego powołany (są to tzw. spotkania nieprogramowane). Kwakrzy ewangelikalni mają nabożeństwa prowadzone przez pastora (tzw. spotkania programowane).
Kwakrzy nie składają przysięgi, nie służą wojskowo i unikają hucznych zabaw. Gminy kwakierskie oparte są na zasadzie równości; niedopełnienie obowiązków religijnych i społecznych może spowodować wykluczenie z gminy. Społeczność kwakierska dawała zawsze silne oparcie swoim członkom. Swego czasu stanowiło ono o zamożności i rozwoju miast takich jak Nantucket czy New Bedford w Nowej Anglii. Ustawy państwowe zakazywały kwakrom wstępu na wyższe uczelnie, co poskutkowało tym, że wiele rodów kwakierskich realizowało się w innego rodzaju działalności, np. Barclays (finanse), Cadbury (przemysł spożywczy), Darby (metalurgia), Lloyds (finanse) itp.
Kwakrzy położyli wielkie zasługi w zniesieniu handlu niewolnikami. W Ameryce Północnej kwakrzy dzielili się na kilka grup; tych, którzy zachowują życie mniej surowe, zwano mokrymi, wiodących bardziej ascetyczne życie (zwolenników abstynencji) nazywano surowymi albo suchymi. Kwakrzy pełniący służbę wojskową zwani byli wolnymi albo wojującymi, a ci, którzy według nauki Eliasza Hicksa byli zwolennikami ścisłego deizmu, zwali się Hiksytami. Na przeciwnym biegunie skupiali się Przyjaciele Ewangelii.
Współcześni kwakrzy, których jest około 350 tysięcy, są w większości pacyfistami i chętnie angażują się w działalność społeczną.

## Kwakrzy w Polsce
Po raz pierwszy kwakrzy pojawili się w Polsce po I wojnie światowej, gdy zaczęli organizować pomoc humanitarną dla ofiar działań wojennych. W Warszawie założyli organizację Stowarzyszenie Przyjaciół Prawdy. W Hostynnem koło Hrubieszowa zorganizowali punkt udzielania pomocy okolicznej ludności. Podobną działalność charytatywną kwakrzy rozpoczęli w Polsce po II wojnie światowej. Obecnie wspólnota kwakrów prowadzi działalność w Warszawie, Poznaniu, Białymstoku oraz na południu kraju jako Religijne Towarzystwo Przyjaciół w Polsce. Pojedynczy kwakrzy żyją też w innych częściach Polski.